# Kostanjevec Podvrški
Kostanjevec Podvrški is een plaats in de gemeente Samobor in de Kroatische provincie Zagreb. De plaats telt 88 inwoners (2001).